# Ernst Noelle (Fabrikant)
Ernst Noelle, auch Ernst Nölle, (* 11. April 1854 in Mülheim an der Ruhr; † 20. Dezember 1916 in Iserhatsche bei Bispingen) war ein deutscher Unternehmer.

## Leben
Ernst Noelle wuchs im Ruhrgebiet auf und kam über den Stahlhandel bei Thyssen nach Berlin. 1893 war er Gründer und Mitinhaber der Stahlbaufirma Steffens & Nölle, die 1907 in eine Aktiengesellschaft umgewandelt wurde.
Zu Noelles wohltätigen Engagements zählte, dass er die Kirchenfenster für die 1904 eingeweihte evangelische Grunewaldkirche sowie den jährlichen Tannenbaum für die Weihnachtsgottesdienste spendete. Die sechs Antikglasfenster, die Glasmalereien mit pflanzlichen und dekorativen Motiven enthielten, wurden bei einem Luftangriff im März 1943 zerstört.

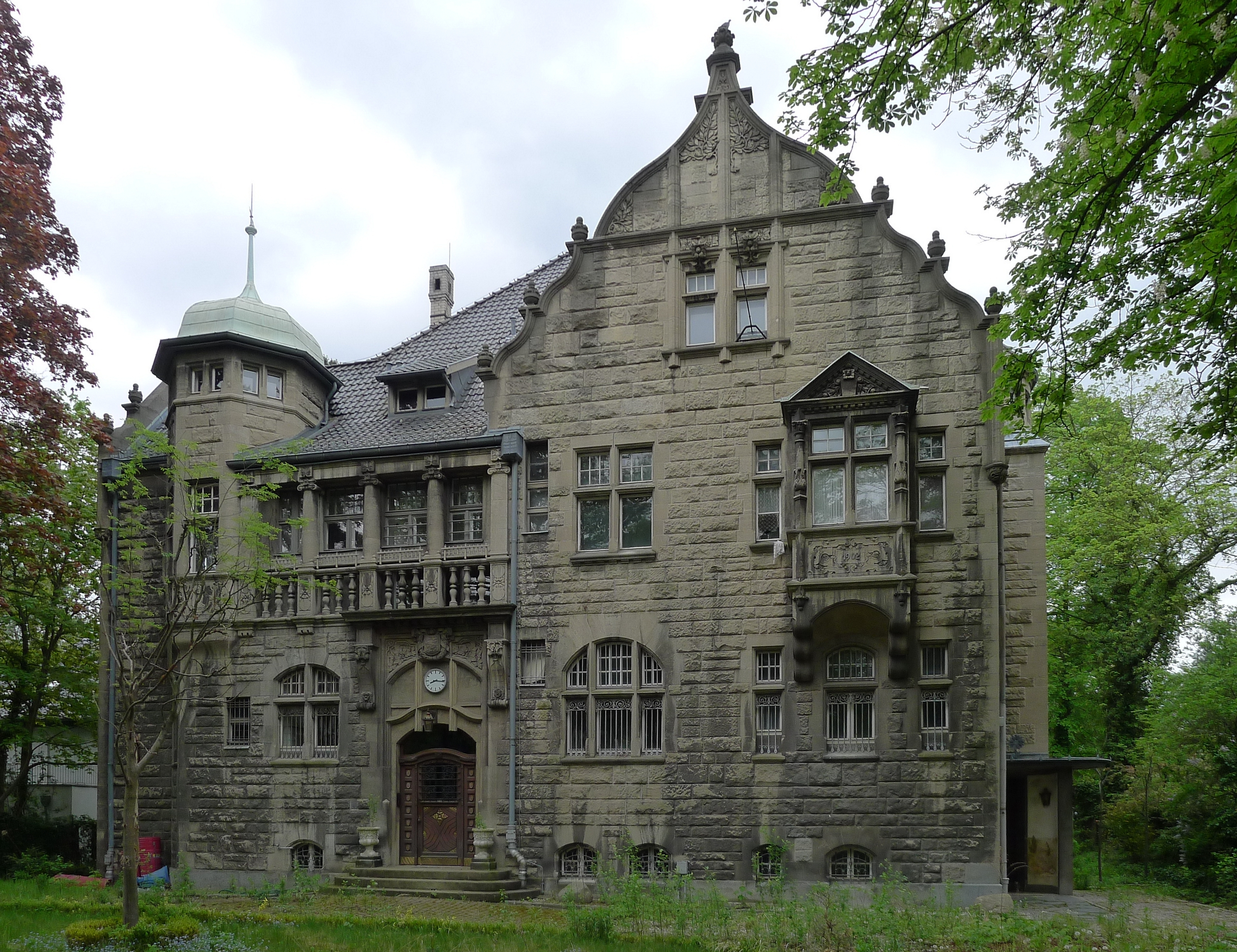
Villa Noelle in Berlin-Grunewald

Nach dem Bau verschiedener Häuser in Berlin-Grunewald erwarb er am 14. September 1899 von dem Fabrikanten Franz Pietschmann ein 9000 m² großes Grundstück am Dianasee, Winkler Straße 8/10. Von den Berliner Architekten Hermann Solf und Franz Wichards ließ er sich 1901–1902 dort eine Villa –  Haus Nölle – bauen, in die er mit seiner Frau und fünf Kindern einzog. 1920 verkauften die Erben das Haus.
Bei Bispingen in der Lüneburger Heide ließ Ernst Noelle 1913 das Jagdhaus Iserhatsche errichten.
Für seine wohltätigen Stiftungen wurde er mit dem Ehrentitel eines königlich preußischen Kommerzienrats ausgezeichnet.
Eines seiner fünf Kinder war Generaldirektor der Berliner Tobis-Filmgesellschaft. Eine Enkelin war die Meinungsforscherin Elisabeth Noelle-Neumann.